# Anta von Bobadela

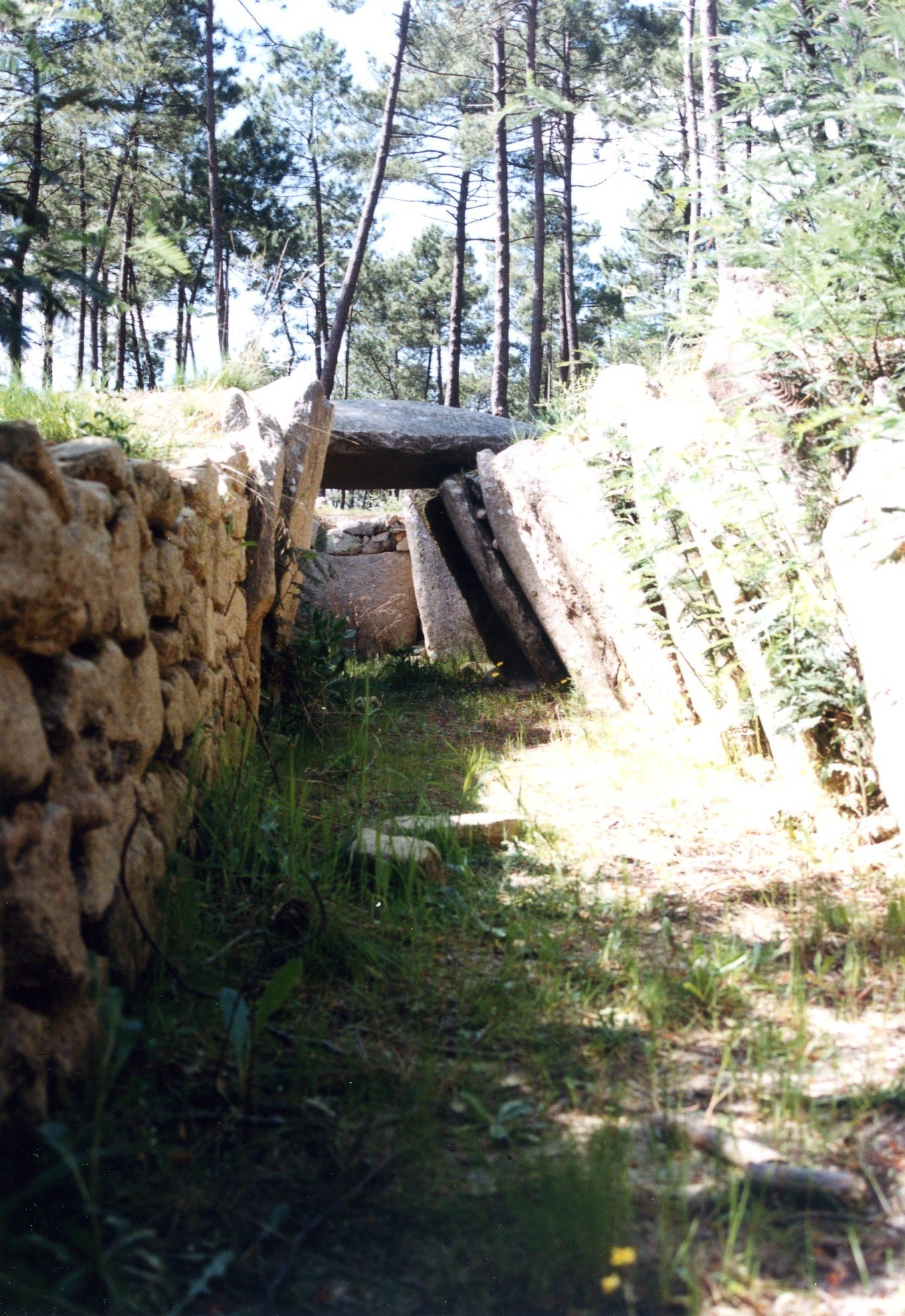
Anta von Bobadela

Die 1966 entdeckte Anta von Bobadela (früher auch Anta do Pinheiro dos Abraços oder Pinhal da Coitena genannt) liegt zwischen Weinbergen nahe der Straße, nordöstlich von Bobadela in ihrem weitgehend erhaltenen Hügel aus Steinen und Erde, etwa 3,0 km nordwestlich von Oliveira do Hospital im Distrikt Coimbra in Portugal. Anta ist die portugiesische Bezeichnung für etwa 5000 Megalithanlagen oder Dolmen, die während des Neolithikums im Westen der Iberischen Halbinsel von den Nachfolgern der Cardial- oder Impressokultur errichtet wurden.

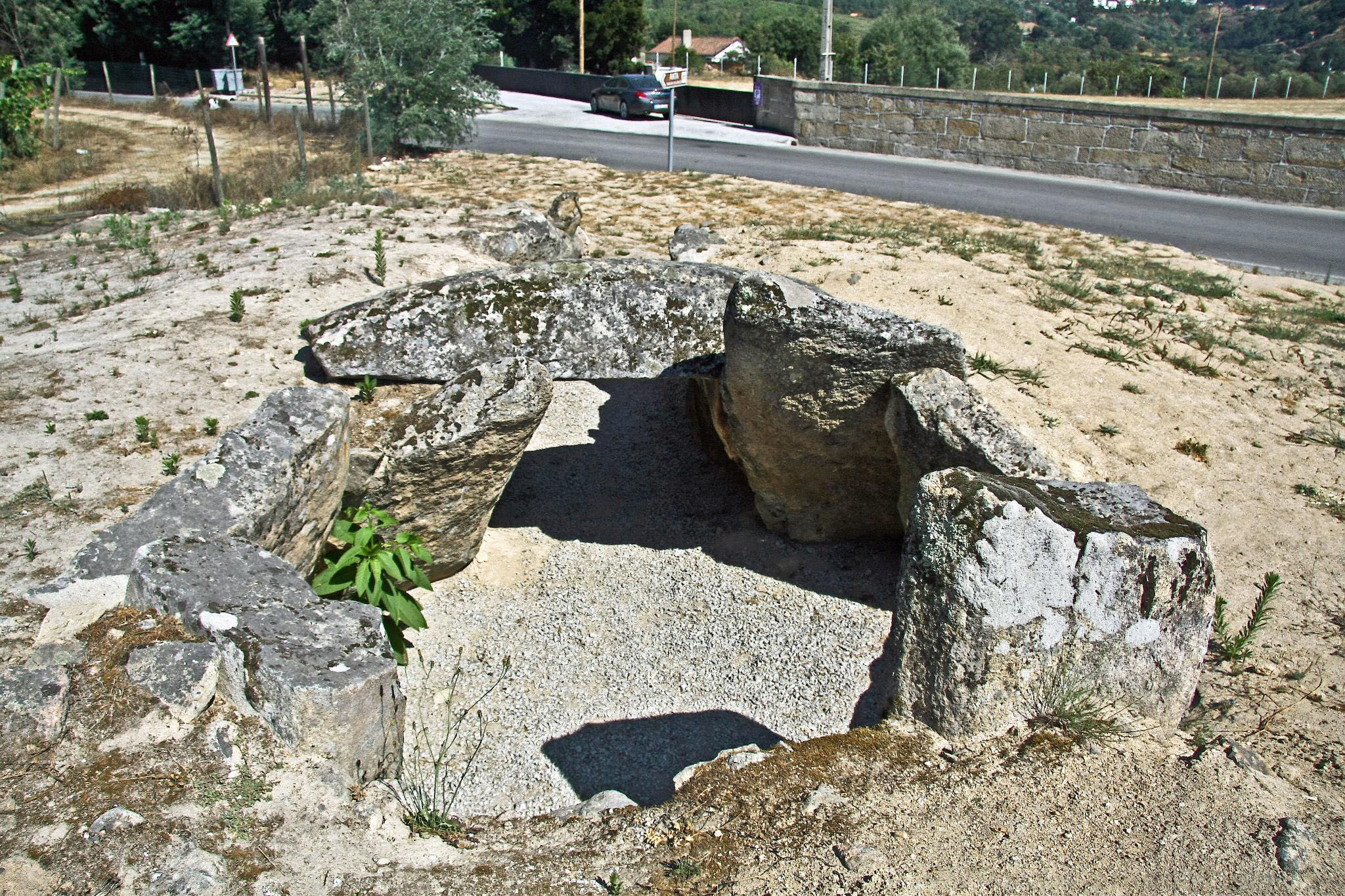
Anta von Bobadela

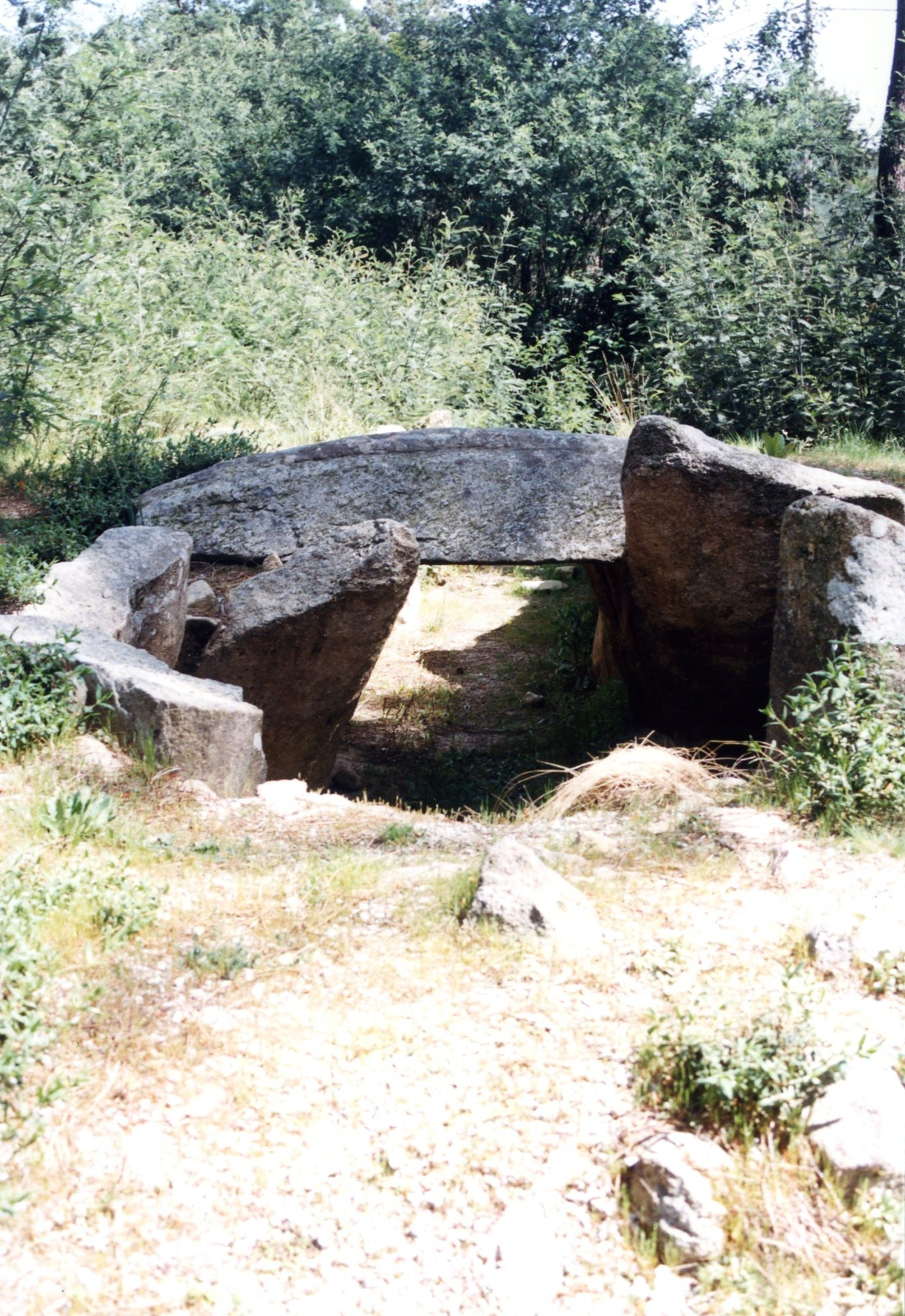
Anta von Bobadela

Der alte Name des Dolmens stammt von einer inzwischen nicht mehr existierenden (ausgegangenen) Kiefer, deren Stamm so dick war, dass es sieben Männer brauchte, um ihn zu umarmen. Die Gemeinde Bobadela entstand im 1. bis 4. Jahrhundert n. Chr. und wurde von den Römern als "Splendidissimae Civita (prächtige Gemeinde)" bezeichnet.
Bis auf die Decksteine von Kammer und Gang sind fast alle Elemente, der großen Anta mit polygonaler Kammer aus einst acht abgeschlagenen Tragsteinen (fünf erhalten) mit dem etwa sieben Metern lange Gang erhalten.
Die Anta wurde vor etwa 6000 Jahren für eine kleine Anzahl von Individuen errichtet, die in ihr mit diversen Beigaben bestattet wurde. Zu den lithischen Materialien gehören, Klingen, Messer, Mikrolithen und geschliffene Äxte. Die Keramik bestand aus einem halben Dutzend Gefäßen, von denen einige verziert sind. Nach einer Nutzungszeit von einigen Jahrzehnten wurde sie aufgegeben und Jahrhunderte später wiederverwendet. Dies zeigen einige Fragmente von glatten oder dekorierten manuellen Keramiken sowie eine kupferne Pfeilspitze.
Die Anta ist neben dem Dólmen de São Pedro Dias die südlichste im Norden Portugals und liegt direkt am Rande einer megalithfreien Zone im Região Centro des Landes.
Die Anta ist durch Dekret (Classificado como Imóvel de Interesse Público; IIP) von 1992 unter Schutz gestellt.